# Comcept
COMCEPT, acroniem voor Comunidade Céptica Portuguesa (Nederlands: Portugese Skeptische Gemeenschap), is een Portugees project gewijd aan wetenschappelijk skepticisme, opgezet om rationeel en kritisch denken te bevorderen over paranormale en pseudowetenschappelijke beweringen vanuit een wetenschappelijk perspectief. Andere onderwerpen die behandeld worden, zijn onder meer complottheorieën en desinformatie die in de massamedia of op sociale media circuleren. COMCEPT werd opgericht op 5 april 2012 als een burgerbeweging in Portugal. De burgerbeweging werd formeel bij wet geregistreerd in september 2016.

## Geschiedenis

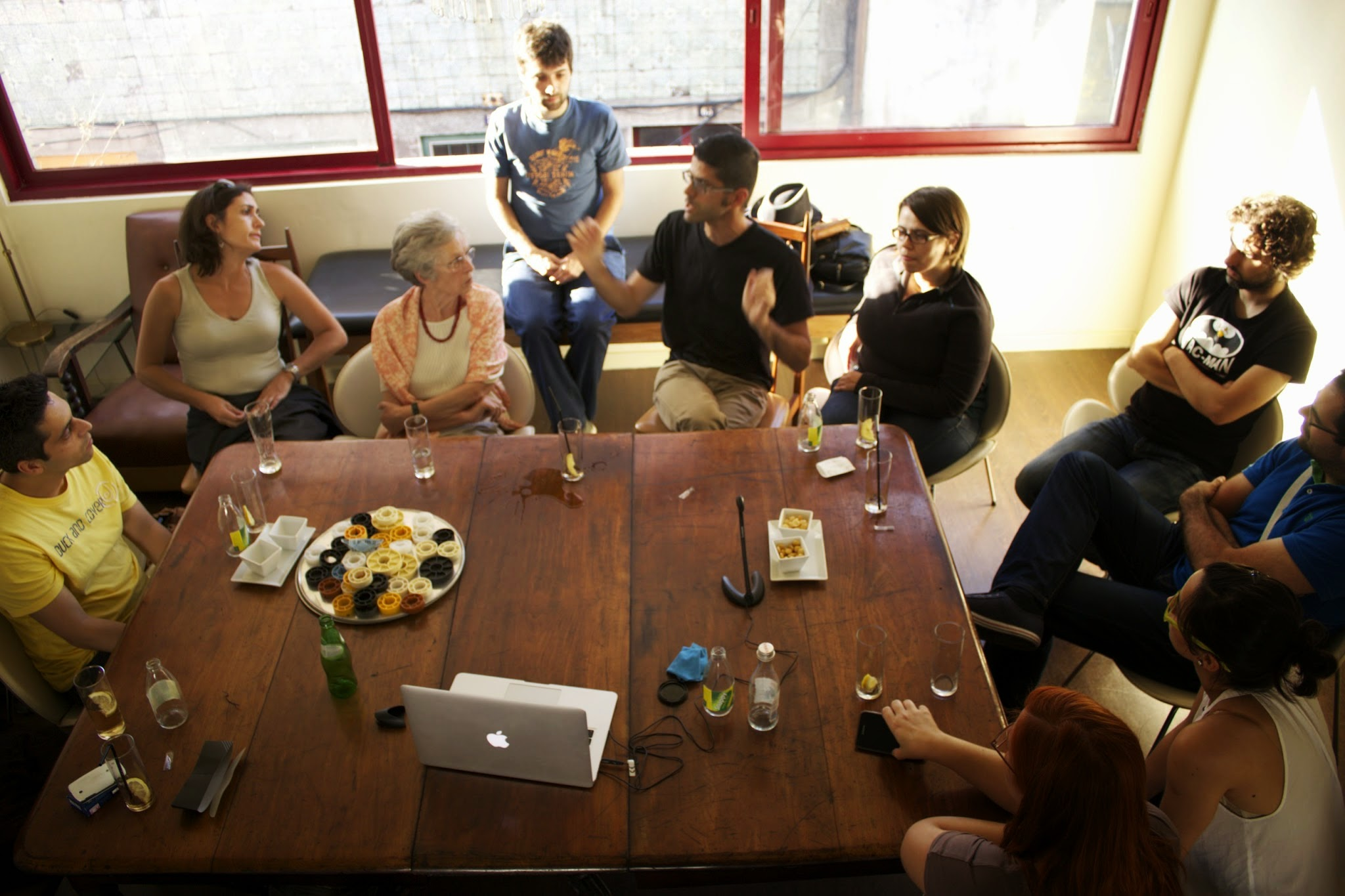
Cépticos com Vox, juli 2013.

COMCEPT werd opgericht op 5 april 2012 door een groep Portugese burgers van verschillende oorsprongen en academische achtergronden. De stichting van het project geschiedde op een bijeenkomst van de oprichters en enkele medewerkers in Coimbra. Zij begon haar activiteit met de lancering van de officiële website en met het aanvang van de maandelijkse sociale bijeenkomsten, die "Cépticos com Vox" ("Skeptici met een Stem") werden genoemd. In november 2012 hield de groep haar eerste nationale evenement, ComceptCon, in het dorp Nazaré.
Op 1 april 2013 reikte COMCEPT voor het eerst haar ironische Vliegende Eenhoornprijs uit voor het jaar 2012.
Op 15 november 2014 overhandigde zij de eerste COMCEPT-prijs uit op ComceptCon aan David Marçal.

## Doelstellingen
Het hoofddoel van COMCEPT is de bevordering van wetenschap, wetenschappelijk skepticisme en kritisch denken in de samenleving.

## Activiteiten

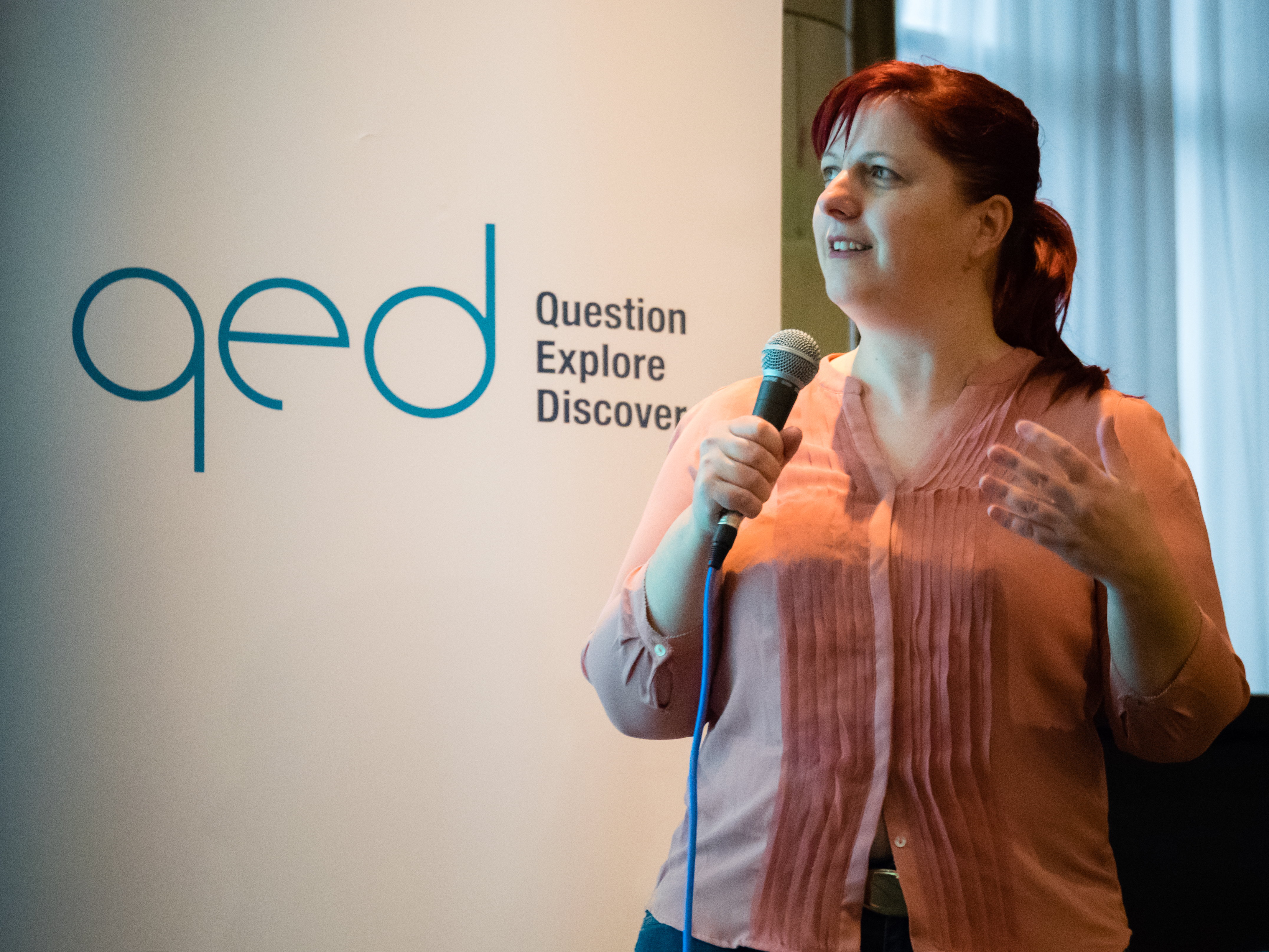
Diana Barbosa spreekt op QED: Question, Explore, Discover 2015 in Manchester.

### Communicatie en educatie
COMCEPT publiceert educatief bronmateriaal, nieuws en opinieartikelen op de officiële website en sociale netwerken. In 2017 produceerde de vereniging haar eerste boek: Não Se Deixe Enganar ("Laat je niet misleiden").

### Cépticos com Vox
COMCEPT houdt maandelijkse sociale bijeenkomsten die open staan voor het publiek. Deze worden "Cépticos com Vox" ("Skeptici met een Stem") genoemd en ze lijken op het internationale Skeptics in the Pub-fenomeen. Deze meetings worden meetsal gewijd aan een specifiek thema en worden gekenmerkt door een informele sfeer. Meestal vinden ze afwisselend plaats in Lissabon en Porto, maar andere steden zoals Coimbra en Leiria zijn ook weleens gastheer.

### ComceptCon
ComceptCon is de jaarlijkse skeptische conferentie van de vereniging. Er is vrije toegang voor het evenement, waarop lezingen worden gegeven door gastsprekers die experts zijn in een bepaalde discipline en met wie de aanwezigen in contact kunnen komen.

### Skeptici in het Museum
De vereniging organiseerde educatieve bezoeken aan musea onder de titel "Cépticos no Museu".

### De Zonnewendeconferentie
De Zonnewendeconferentie is een gratis toegankelijke lezing die COMCEPT de laatste zaterdag voor Kerstmis houdt, waarvoor een expert als gastspreker wordt uitgenodigd.

## Uitgereikte prijzen

### Vliegende Eenhoornprijs
De Vliegende Eenhoornprijs is een satirische prijs met de slogan "een vrolijke prijs voor ongelukkige optredens". Deze prijs wordt toegekend aan persoonlijkheden of instellingen die pseudowetenschap, bijgeloof en andere vormen van desinformatie hebben verspreid in Portugal. Het doel is om kritische reflectie over het algemeen voorkomen van desinformatie in de samenleving. De prijs is vergelijkbaar met de Pigasus Award van de James Randi Educational Foundation en is bijzonder omdat de genomineerden en winnaars worden gekozen door internetgebruikers. De winnaars worden jaarlijks onthuld op 1 april, de dag voor 1 aprilgrappen; ze worden geselecteerd uit gebeurtenissen die het voorgaande jaar zijn voorgevallen. Momenteel zijn er drie prijscategorieën:
- Grafonola ("Grammofoon") – Voor de media en hun medewerkers (pers, radio, televisie, blogosfeer).
- Estrela cadente ("Vallende ster") – Voor televisiesterren en de artistieke, sportieve of sociale wereld.
- O Rei Está Nu ("De nieuwe kleren van de keizer", letterlijk "De koning is naakt") – Voor alle anderen die dubieuze beweringen doen of eraan bijdragen zonder bewijs of tegen de bewijzen in.

#### Winnaars per categorie
Grammofoon
- 2012: Sociedade Independente de Comunicação (SIC), televisienetwerk
- 2013: Portugal Mundial
- 2014: RTP1, televisiezender van Rádio e Televisão de Portugal
- 2015: i, Portugese krant
- 2016: Sociedade Independente de Comunicação (SIC), televisienetwerk
- 2017: RTP1, televisiezender van Rádio e Televisão de Portugal

Vallende Ster

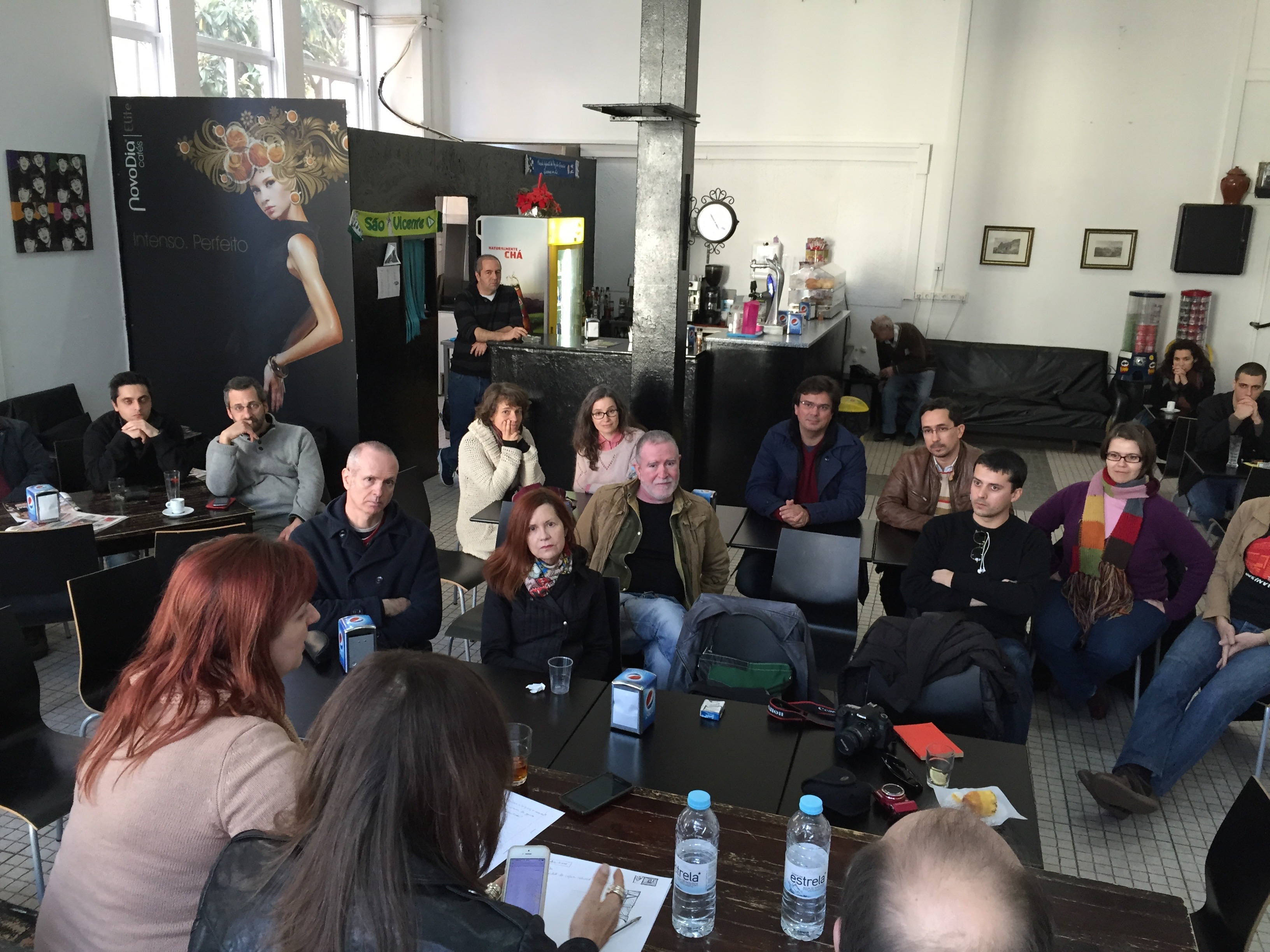
Bijeenkomst van Portugese skeptici te Lissabon in februari 2015.

- 2012: Fátima Lopes, televisiepresentator
- 2013: De ochtendcrew op Rádio Comercial
- 2014: Gustavo Santos, televisiepresentator
- 2015: Simone de Oliveira
- 2016: (geen genomineerden)
- 2017: Manuel Pinto Coelho, promotor van alternatieve geneeswijzen

De Naakte Keizer
- 2012: 2e en 3e cyclus van de basisschool van Arazede
- 2013: De Assemblée van de Portugese Republiek
- 2014: Farmaciefaculteit van de Universiteit van Lissabon
- 2015: Academische instituten die alternatieve therapieën willen onderwijzen
- 2016: Hogere School voor Verpleegkunde van het Portugese Rode Kruis van Oliveira de Azeméis (conferentie over esogetische geneeswijzen)
- 2017: Farmaciefaculteit van de Universiteit van Coimbra

Don Quixote (beëindigde categorie)
- 2012: Fundação Bial, stichting achter het farmaciebedrijf Bial

### COMCEPT-prijs
De COMCEPT-prijs wordt door het COMCEPT-team uitgereikt aan een persoon die heeft uitgeblonken in het bevorderen van kritisch denken en wetenschap in Portugal. Het doel is om degenen die streven naar een meer Verlichte samenleving te belonen. Deze prijs wordt niet elk jaar toegekend, maar alleen op speciale gelegenheden wanneer de vereniging van mening is dat een uitzonderlijk goed voorbeeld in de schijnwerpers dient te worden gezet.

#### Winnaars
- 2014: David Marçal

## Boek
- Diana Barbosa, Leonor Abrantes, Marco Filipe & João Lourenço Monteiro, Não Se Deixe Enganar (2017)[2][8]